# Illinois under amerikanska inbördeskriget
Illinois var under det amerikanska inbördeskriget ett viktigt rekryteringsområde för nordstatsarmén, framförallt för de trupper som tjänstgjorde i det västra operationsområdet, dvs. området väster om Appalacherna. Staten var också en viktig försörjningskälla för militära förnödenheter, proviant och beklädnad. 

## Unionistisk stat

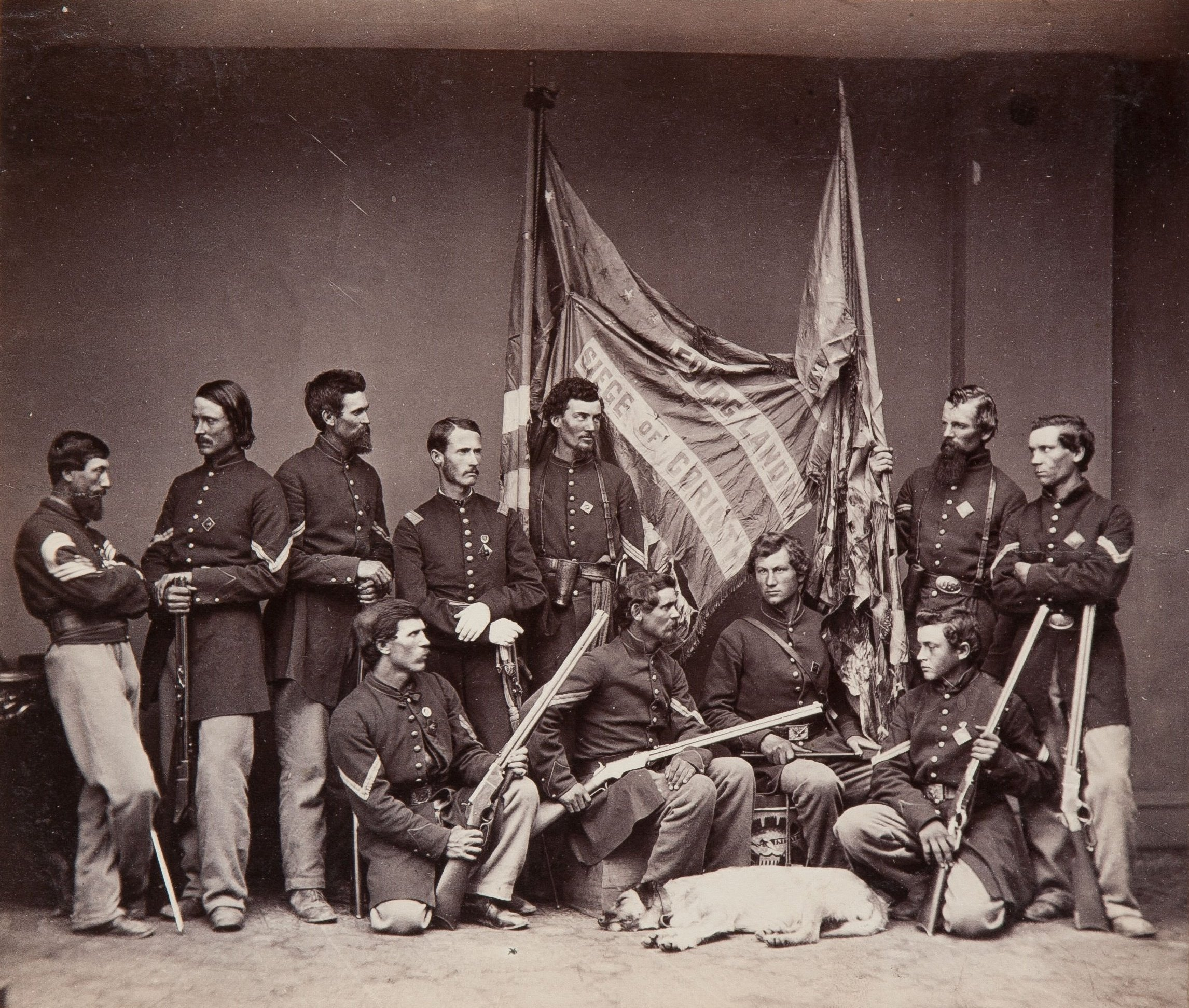
Fanvakten vid 71:a Illinoisregementet symboliserar de 250 000 soldater från Illinois som stred i det amerikanska inbördeskriget.

Bepansrade flodkanonbåtar baserade i Cairo, Illinois.

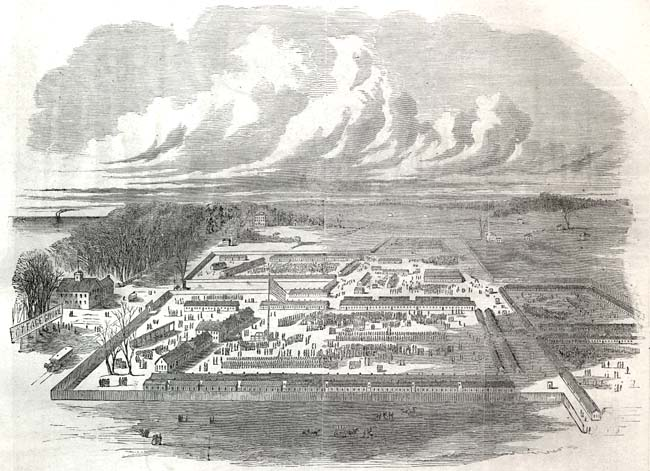
Camp Douglas i Chicago var en av nordstaternas största krigsfångeläger.

Illinois lämnade 250 000 soldater till nordstatsarmén. Dessa soldater tjänstgjorde framförallt i det västra operationsområdet. Vid sidan av president Lincoln själv utmärkte sig ett antal andra män från staten politiskt eller militärt under kriget. Till dessa hörde Ulysses S. Grant, John Schofield och John A. Logan. Inga slag utkämpades inom staten, men flera flodstäder blev viktiga underhållsdepåer och baser för flodflottan. Flera krigsfångeläger fanns i staten.

## Nordstatsarmén
Under kriget organiserades följande förband från Illinois för nordstatsarmén:
- 17 kavalleriregementen
- 2 artilleriregementen och 8 batterier
- 157 infanteriregementen

Källa: 

## Sydstatssympatier
I den sydligaste delen av Illinois fanns det vid krigets början betydande sympatier för sydstaterna. Områdets invånare kom från södern och hade fortfarande betydande kulturella likheter med och ekonomiska förbindelser till sina närmaste grannar i Kentucky och Tennessee. John A. Logan representerade som demokrat området i kongressen. När kriget bröt ut avgick han som kongressman och blev en framstående general. Han rekryterade sina väljare som soldater och de gick ut i kriget som demokrater men kom hem som republikaner, precis som han själv.

## Framstående politiska och militära ledare från Illinois

Pres. Abraham Lincoln
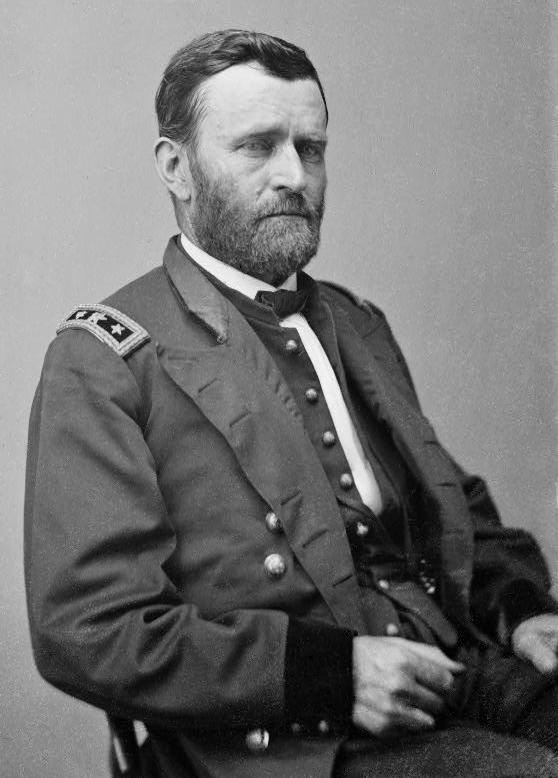
Generallöjtnant Ulysses S. Grant
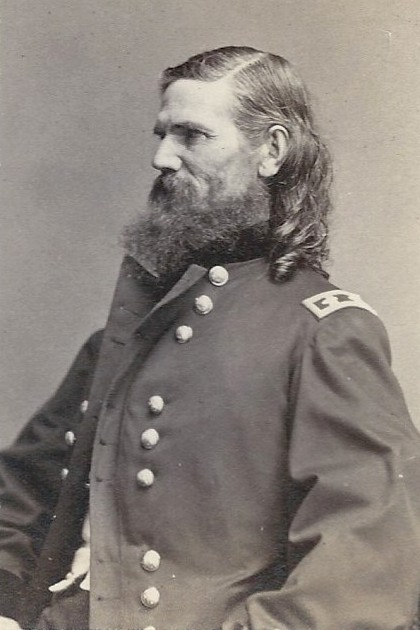
Generalmajor Elias Smith Dennis
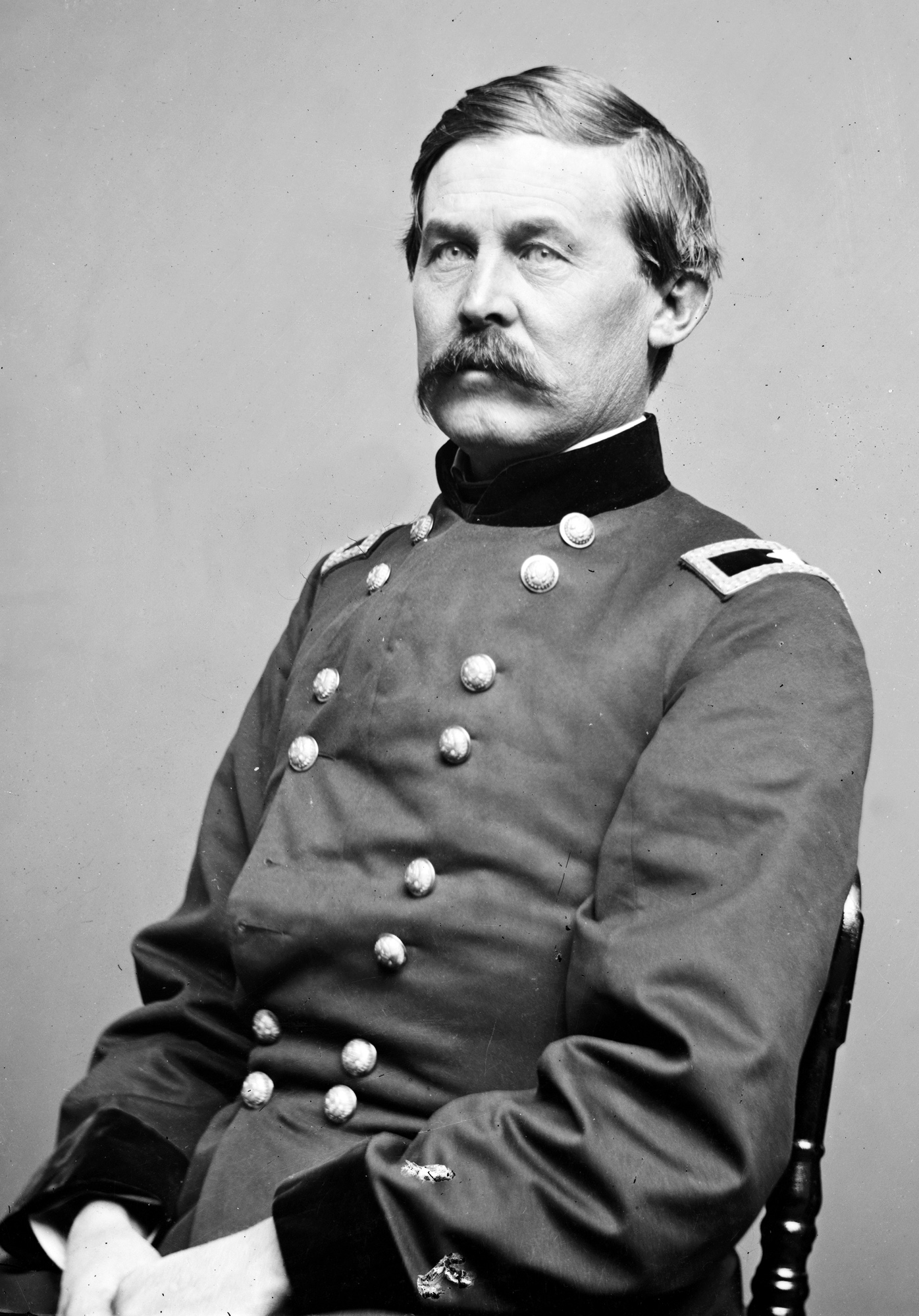
Generalmajor John Buford
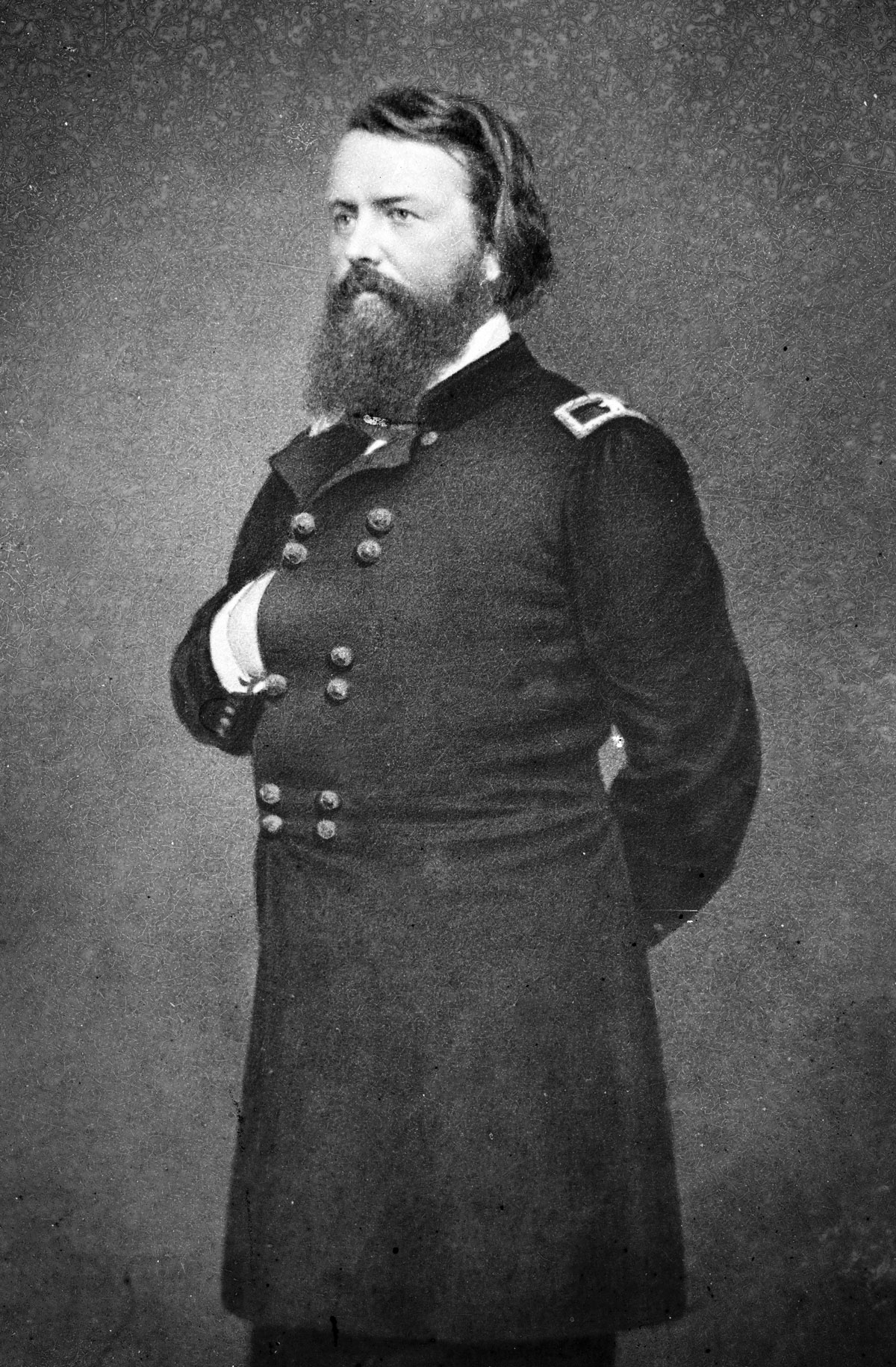
Generalmajor John Pope
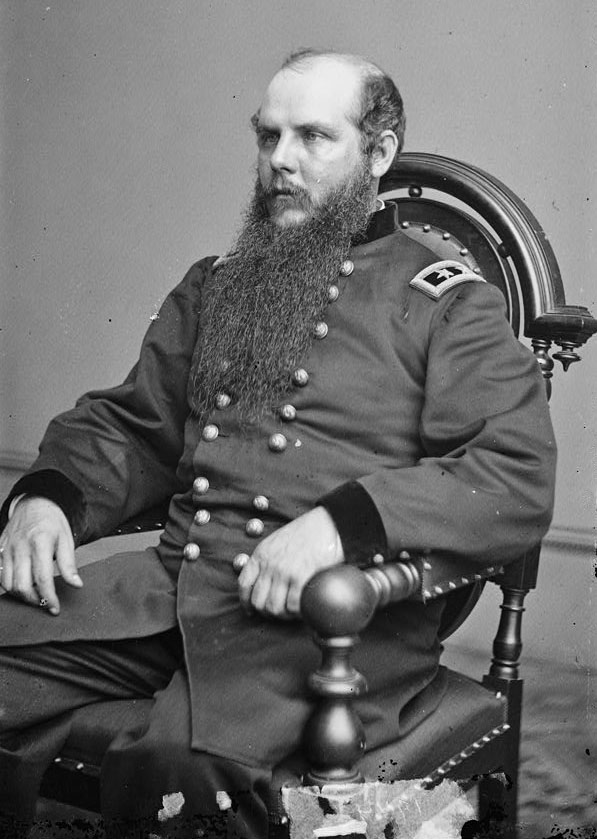
Generalmajor John M. Schofield
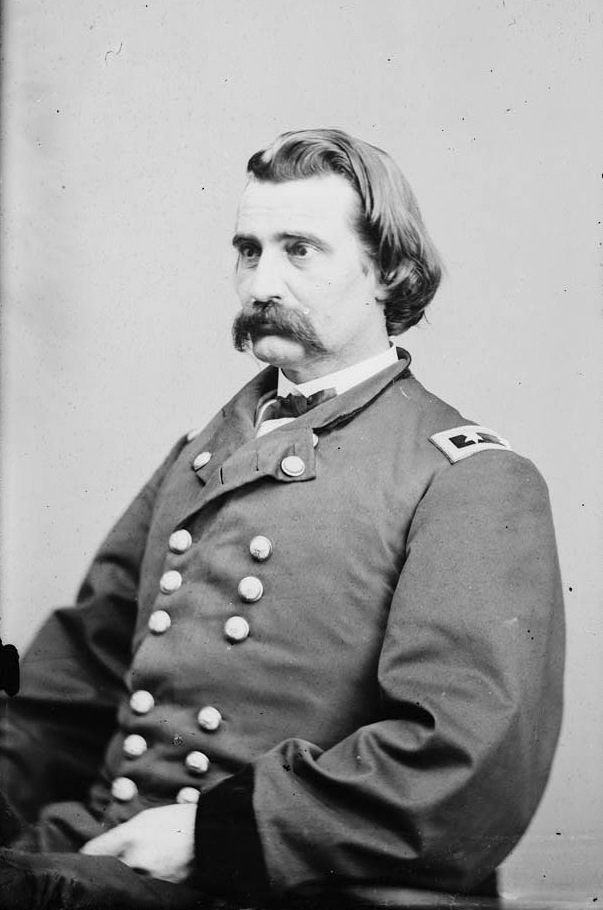
Generalmajor John A. Logan
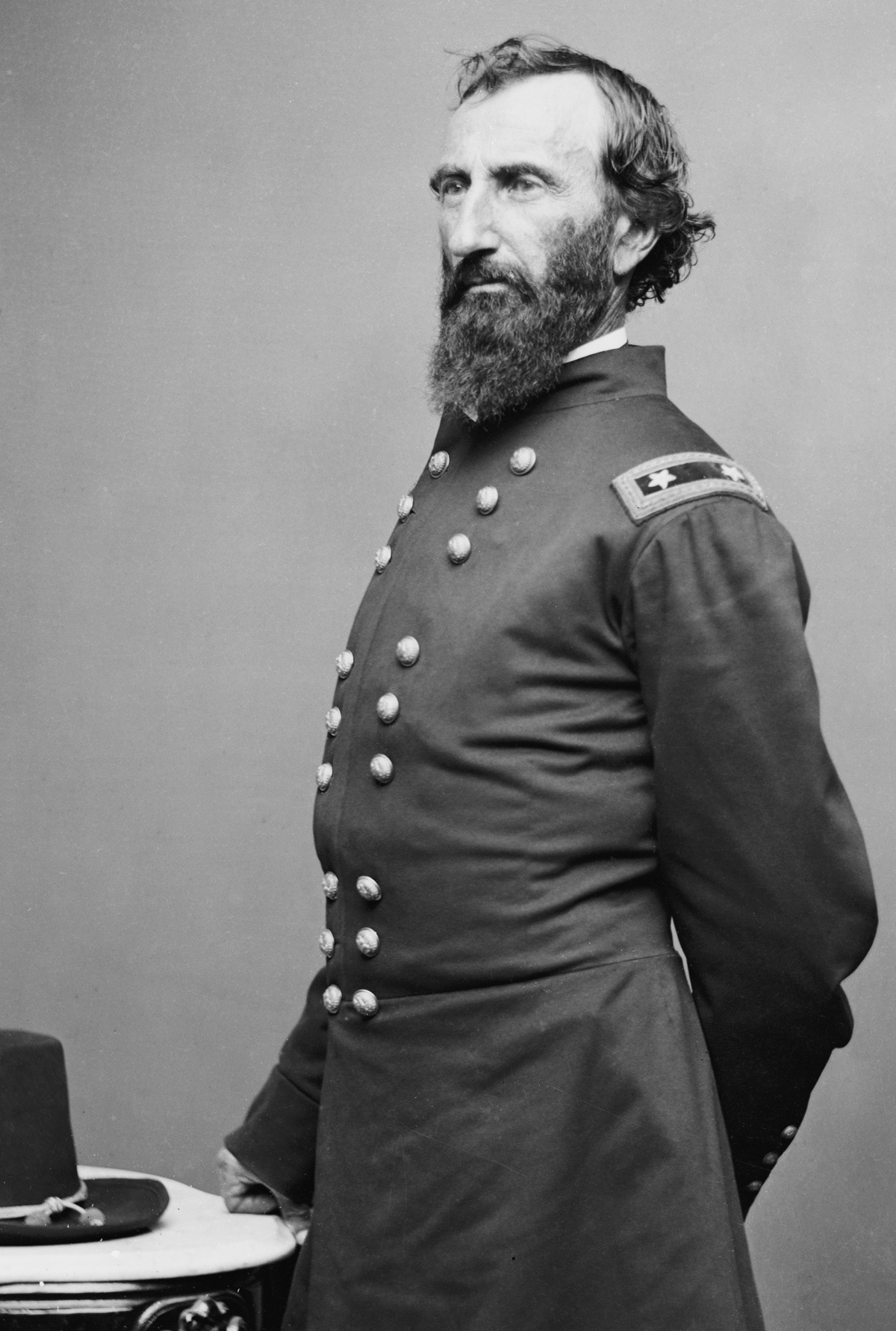
Generalmajor John A. McClernand
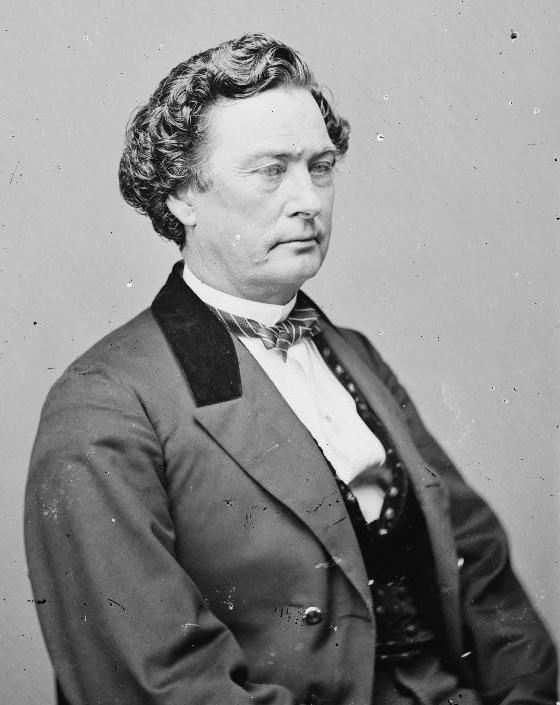
Guvernör. Richard Yates
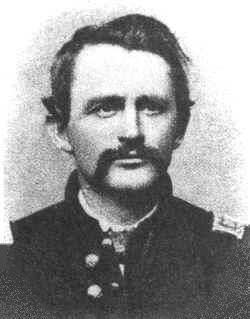
Brigadgeneral Elon J. Farnsworth
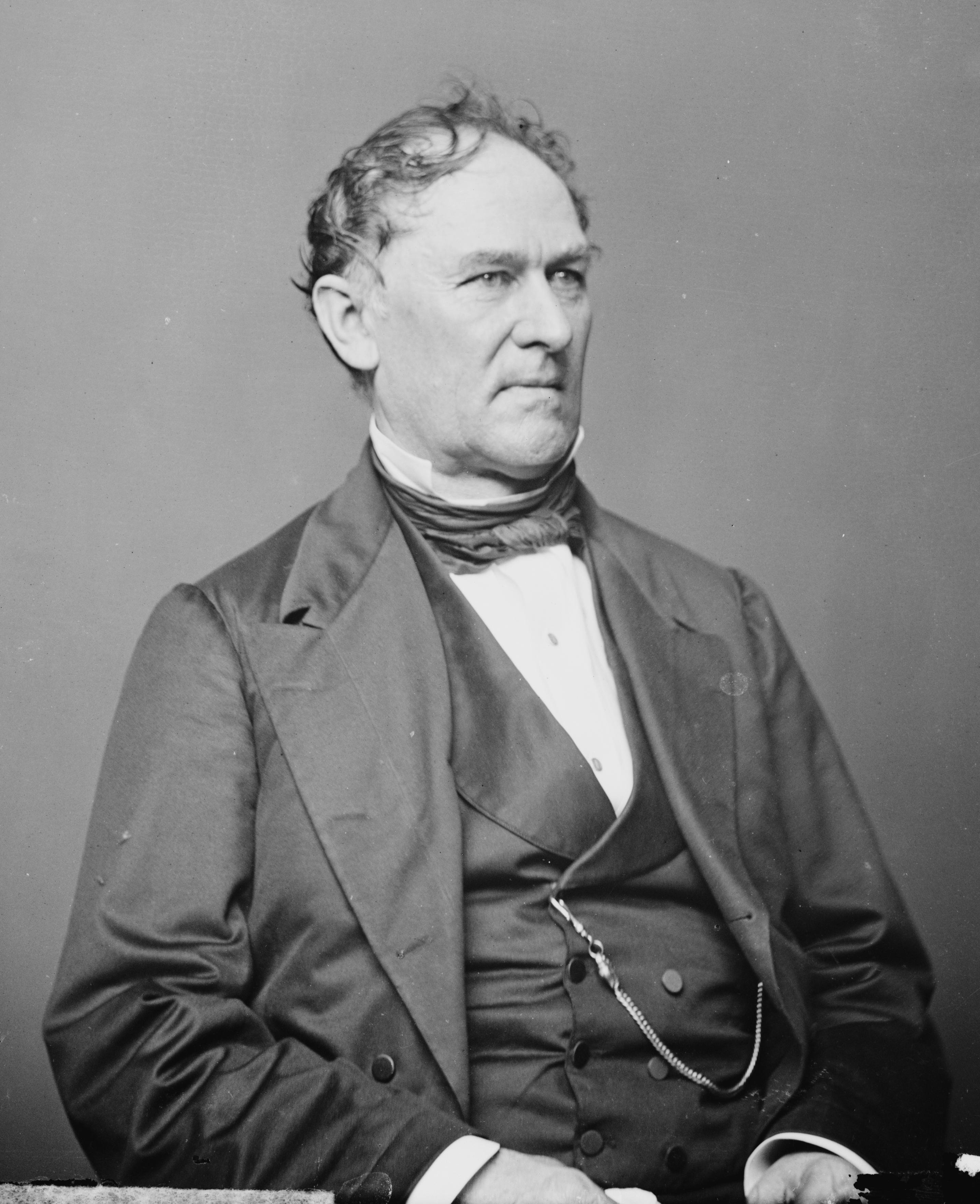
Senator Orville H. Browning
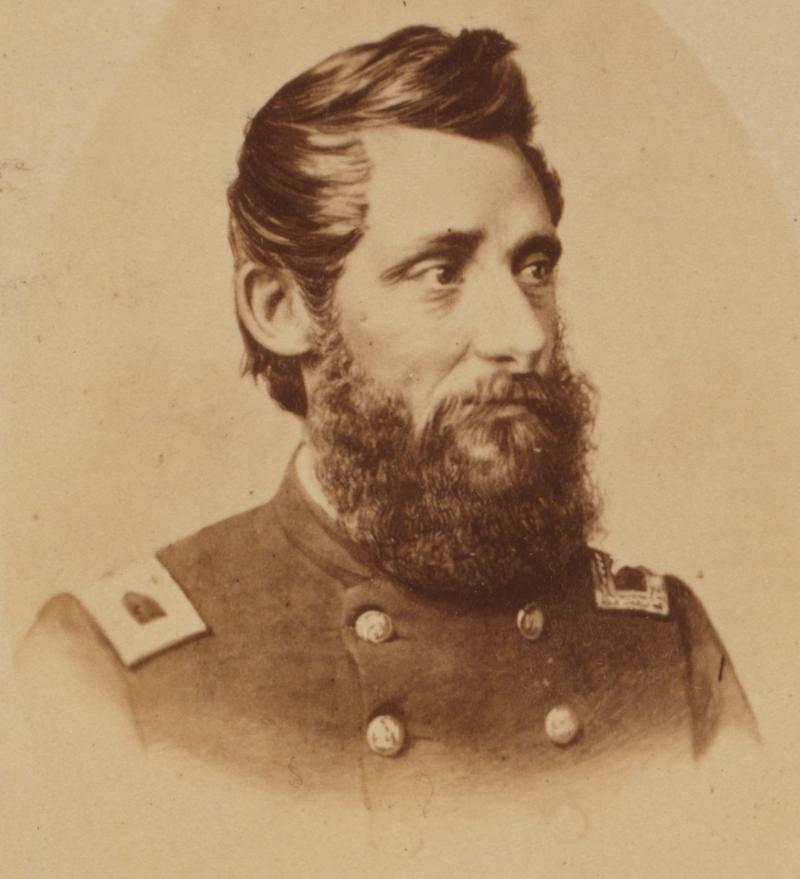
Generalmajor Benjamin Grierson
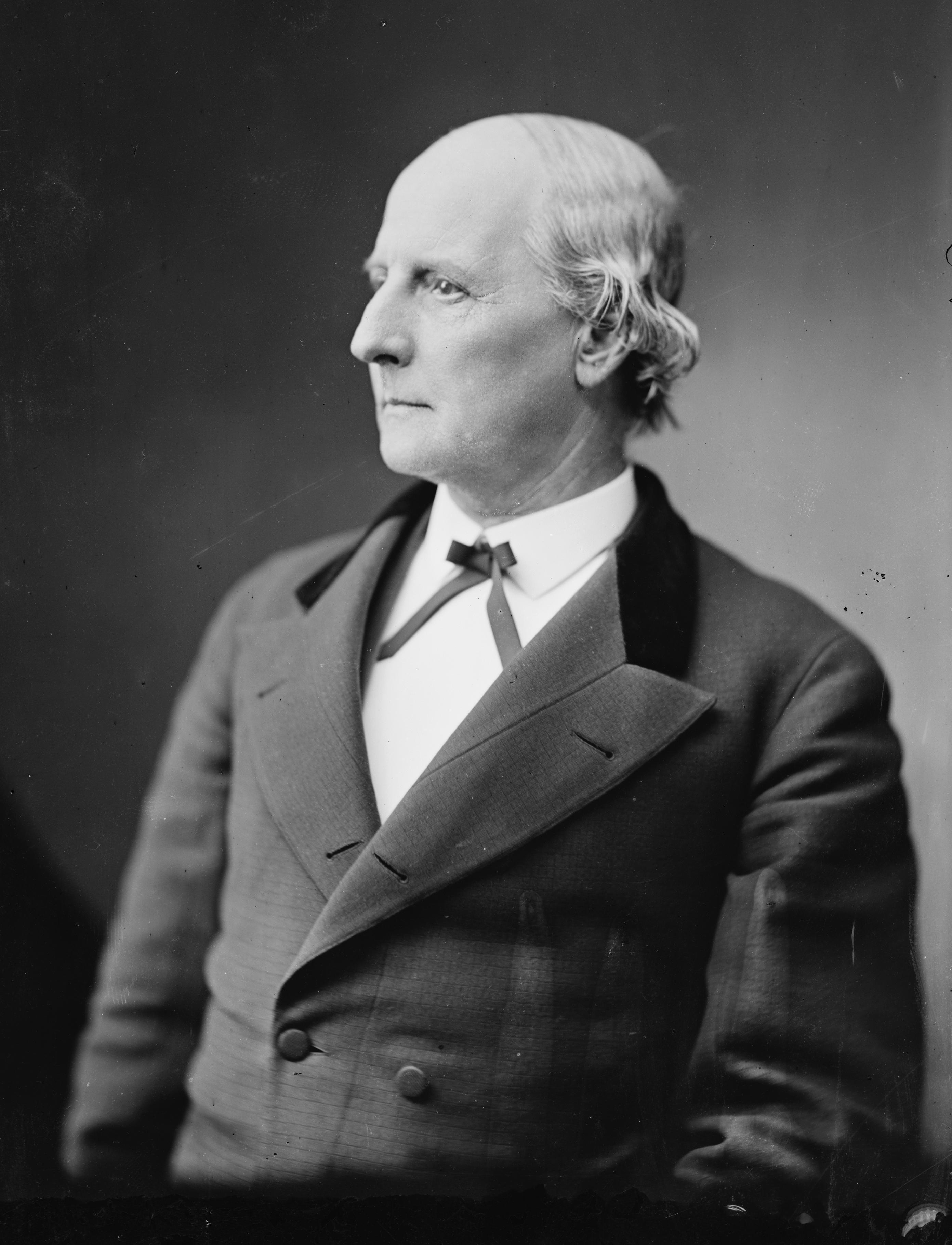
Generalmajor Stephen A. Hurlbut
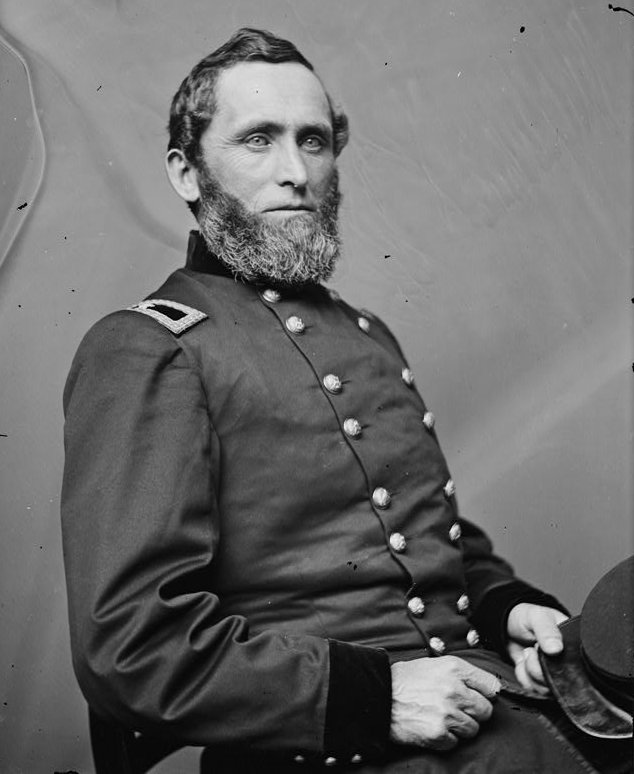
Generalmajor Benjamin Prentiss
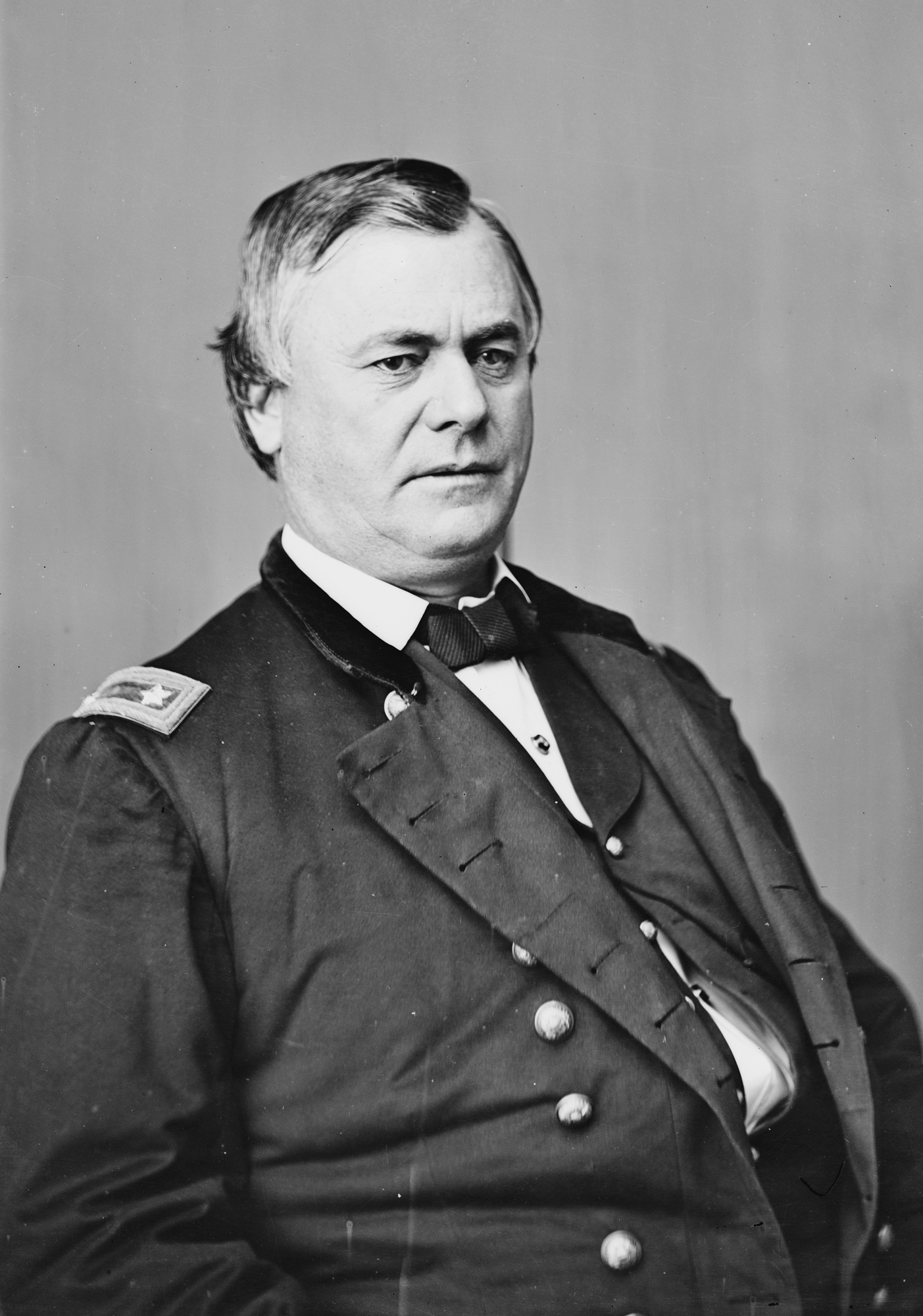
Generalmajor Richard J. Oglesby
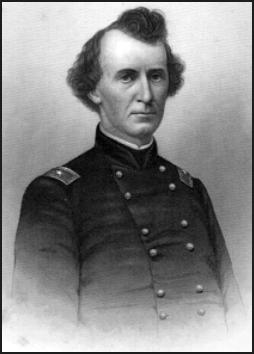
Brigadgeneral W.H.L. Wallace